# EMD 567

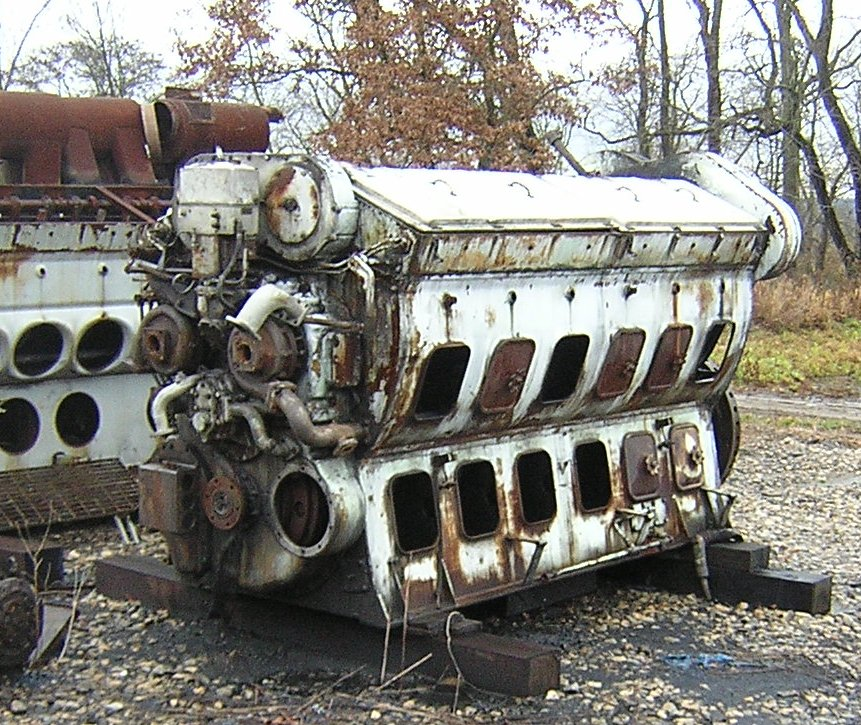
Um motor EMD 12-567B para ser restaurado

EMD 567 é uma linha de motores a diesel fabricada pela Electro-Motive Division da General Motors. Este motor foi sucessor do Winton 201-A, foram usados pelas locomotivas EMD desde 1938 sendo substituído pelo EMD 645 em 1966. Possuem diâmetro de 216mm e curso de 254mm e deslocam um total 567 polegadas cúbicas por cilindro (9.287,46cc). Como o Winton 201-A, o EMD 567 é um motor diesel de 2 tempos e seu ângulo é de 45 graus entre as bancadas de cilindros.

## Versões
| modelo | RPM Max | Alimentação      | Datas de Construção | Taxa de Compressão | Hp     | Hp     | Hp             | Hp        |
|        |         |                  |                     |                    | 6 cil. | 8 cil. | 12 cil.        | 16 cil.   |
| ------ | ------- | ---------------- | ------------------- | ------------------ | ------ | ------ | -------------- | --------- |
| 567    | 800     | Soprado          | 9/38-3/43           | 16:1               | 600    | --     | 1000           | 1350      |
| 567A   | 800     | Soprado          | 5/43-9/53           | 16:1               | 600    | --     | 1000,1200      | 1350      |
| 567B   | 800     | Soprado          | 7/45-3/54           | 16:1               | 600    | 800    | 1000,1125,1200 | 1300,1500 |
| 567AC  | 800     | Soprado          | 8/53-6/61           | 16:1               | 600    | --     | 1000           | --        |
| 567BC  | 800     | Soprado          | 9/53-10/63          | 16:1               | --     | --     | 1125,1200      | 1500      |
| 567C   | 800,835 | Soprado          | 3/53-2/66           | 16:1               | 600    | 900    | 1125,1200      | 1500,1750 |
| 567D1  | 835     | Soprado          | 12/59-11/65         | 20:1               | --     | --     | 1325           | 1800      |
| 567D2  | 835     | Turbo-Alimentado | 11/59-4/62          | 14.5:1             | --     | --     | --             | 2000      |
| 567D3  | 835     | Turbo-Alimentado | 5/59-11/63          | 14.5:1             | --     | --     | --             | 2250,2400 |
| 567D3A | 900     | Turbo-Alimentado | 9/63-1/66           | 14.5:1             | --     | --     | --             | 2500      |
| 567E   | 835     | Soprado          | 2/66-4/66           | 16:1               | --     | --     | 1200           | --        |
| 567CR  | 835     | Soprado          | 10/56-11/65         | 16:1               | --     | 900    | --             | --        |